# Neopsittacus
Neopsittacus là một chi chim trong họ Psittaculidae.

## Các loài
Chi Neopsittacus có 2 loài và nhiều phân loài:
Neopsittacus Salvadori 1875
- Neopsittacus musschenbroekii (Schlegel 1871)
  - Neopsittacus musschenbroekii major Neumann 1924
  - Neopsittacus musschenbroekii musschenbroekii (Schlegel 1871)
- Neopsittacus pullicauda Hartert 1896
  - Neopsittacus pullicauda alpinus Ogilvie-Grant 1914
  - Neopsittacus pullicauda pullicauda Hartert 1896
  - Neopsittacus pullicauda socialis Mayr 1931